# Warchały
Warchały (deutsch Warchallen) ist ein kleines Dorf in der polnischen Woiwodschaft Ermland-Masuren. Es gehört zur Gmina Jedwabno (1938 bis 1945 Gedwangen) im Powiat Szczycieński (Kreis Ortelsburg).

## Geographische Lage
Warchały liegt am Nordufer des Warchaller Sees (polnisch Jezioro Wachałdzkie) in der südlichen Mitte der Woiwodschaft Ermland-Masuren, 32 Kilometer nordöstlich der einstigen Kreisstadt Neidenburg (polnisch Nidzica) bzw. 14 Kilometer von der jetzigen Kreismetropole Szczytno (deutsch Ortelsburg).
|  |

## Geschichte

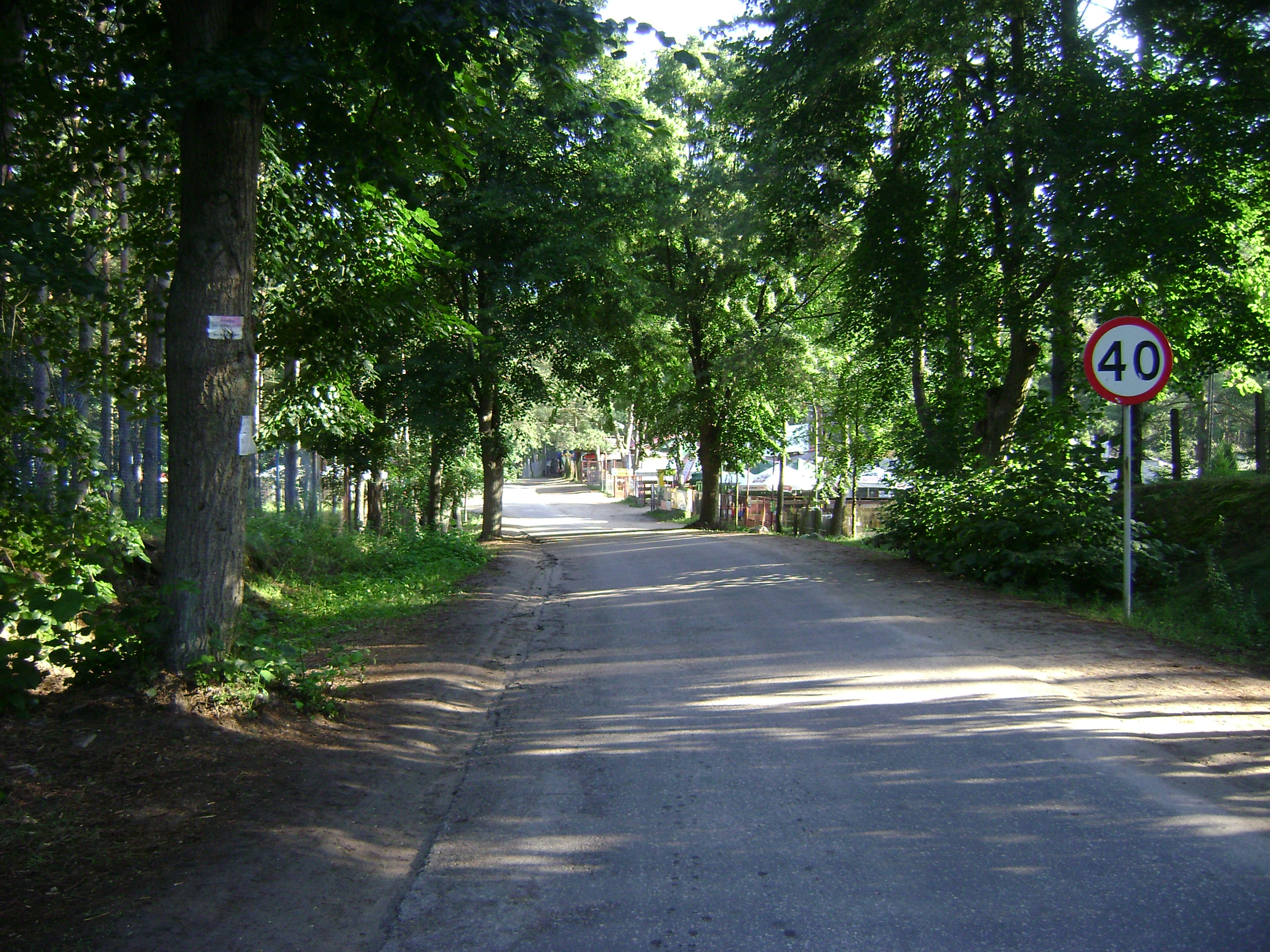
Dorfstraße in Warchały

Das kleine seinerzeit Sawasa genannte Dorf wurde im Jahre 1572 gegründet und hieß nach 1574 Warchalle bzw. nach 1871 Warschallen. 1874 wurde es in den neu errichteten Amtsbezirk Jedwabno eingegliedert, der – 1938 in „Amtsbezirk Gedwangen“ umbenannt – bis 1945 bestand und zum ostpreußischen Kreis Neidenburg gehörte.
Im Jahre 1910 waren in Warchallen 201 Einwohner registriert. Ihre Zahl verringerte sich bis 1933 auf 184 und belief sich 1939 noch auf 155.
In Kriegsfolge wurde 1945 das gesamte südliche Ostpreußen – und mit ihm Warchallen – an Polen überstellt. Das Dorf erhielt die polnische Namensform „Warchały“ und ist heute mit dem Sitz eines Schulzenamtes (polnisch Sołectwo) eine Ortschaft im Verbund der Landgemeinde Jedwabno (1938 bis 1945 Gedwangen) im Powiat Szczycieński (Kreis Ortelsburg), bis 1998 der Woiwodschaft Olsztyn, seither der Woiwodschaft Ermland-Masuren zugehörig.

## Kirche
Bis 1945 war Warchallen in die evangelische Kirche Neuhof (Kreis Neidenburg) (polnisch Nowy Dwór) in der Kirchenprovinz Ostpreußen der Kirche der Altpreußischen Union bzw. in die römisch-katholische Pfarrei Jedwabno im damaligen Bistum Ermland eingepfarrt. Heute gehört Warchallen evangelischerseits zur Kirchengemeinde in Jedwabno in der Diözese Masuren der Evangelisch-Augsburgischen Kirche in Polen, außerdem katholischerseits zur Kirche St. Adalbert in Nowy Dwór im jetzigen Erzbistum Ermland.

## Verkehr

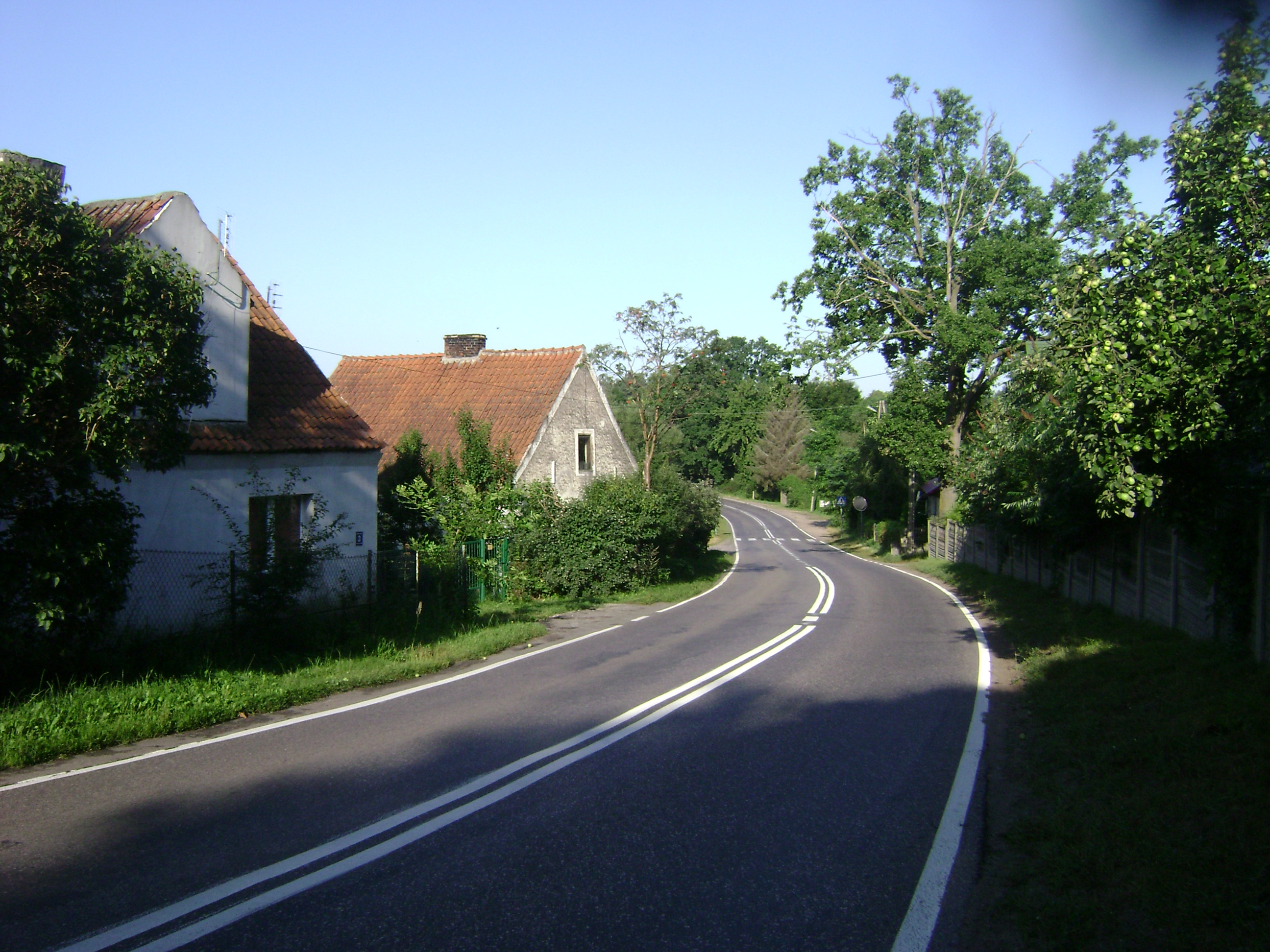
Ortsdurchfahrt Warchały der Landesstraße 58

### Straßen
Warchały liegt an der verkehrsreichen polnischen Landesstraße 58, die von Olsztynek (Hohenstein) über Szczytno (Ortelsburg) und Pisz (Johannisburg) bis nach Szczuczyn in der Woiwodschaft Masowien führt. Mit den Nachbarorten Witowo (Ittowen, 1927 bis 1945 Gittau) und Witówko (Ittowken, 1938 bis 1945 Ittau) ist Warchały durch Nebenstraßen verbunden.

### Schiene
Eine Anbindung an den Bahnverkehr besteht nicht.